# Lista de empresas envolvidas na Operação Lava Jato
Estas são as principais empresas envolvidas na Operação Lava Jato.

## Estatais
- Petrobras - vítima no esquema,[1][2][3][4] a empresa ficou conhecida por ser o principal investigado no escândalo de corrupção como Escândalo da Petrobras ou Petrolão
- BR Distribuidora[5][6]
- Transpetro[7]
- Eletronuclear, alvo da Operação Radiotividade[8]
- Banco do Brasil, alvo da Operação Alerta Mínimo, em setembro de 2019[9]

## Refinarias
- Complexo Petroquímico do Rio de Janeiro[10]
- Pasadena Refinery System Inc[11]
- Refinaria Abreu e Lima[10]
- Refinaria Landulpho Alves[10]
- Refinaria Presidente Getúlio Vargas[10]

## Construtoras
As principais construtoras assumiram participação nos crimes investigados pela Operação Lava Jato e fizeram acordo de colaboração premiada.  
- Odebrecht[12]
- OAS[12]
- Camargo Corrêa[12]
- Andrade Gutierrez[12]
- Queiroz Galvão[12]
- UTC Engenharia[13]
- Engevix[13]
- IESA Óleo e Gás[14]
- Toyo Setal[15]
- Mendes Júnior[13]
- Galvão Engenharia[12]
- Skanska[14]
- Promon Engenharia[14]
- GDK[14] - foi alvo de mandados de busca e apreensão na 9ª fase da Lava Jato. Em julho de 2016 o empresário César Roberto Santos Oliveira, dono da GDK, foi indiciado por corrupção ativa, crime contra a ordem econômica e associação criminosa.[16] A empresa foi apontada por Pedro Barusco como uma das que pagaram propina a funcionários ligados à Diretoria de Serviços da Petrobrás, fruto de 5 contratos com a área de gás e energia da companhia no valor de 700 milhões de reais.[16]
- Techint[14] - sua subsidiária Confab foi fornecedora de tubos para a Petrobrás,  efetuou pagamentos irregulares de 9,4 milhões de dólares para beneficiários do esquema por meio de empresas no exterior, sendo alvo da 30.ª fase da Operação Lava Jato.[17] Foi também alvo da 16.ª fase da Lava Jato, vinculada à  construção de Angra 3, quando um dos mandados de busca e apreensão foi cumprido no escritório em São Paulo do engenheiro Ricardo Ourique Marques, diretor geral na Techint.[18] Passou a ser investigada também pela procuradoria de Milão em setembro de 2015.[18]
- Carioca Christiani Nielsen Engenharia[14] - membro do "clube das empreiteiras", firmou um acordo de leniência em 2016.[19] Teria sido solicitada por Eduardo Cunha a pagar propina pelas obras do Porto Maravilha no Rio, tendo concordado.[20]
- Schahin Engenharia[14] - investigada na 31.ª fase da Operação Lava Jato pela participação no consórcio de construção do novo CENPES, teria conseguido a obra após o pagamento de 20 milhões de reais em propina.[21]
- Alumini Engenharia[14] - anteriormente conhecida como Alusa,  participou das obras da Refinaria Abreu e Lima e do Comperj, teria feito parte do “clube de empreiteiras”, entrou em recuperação judicial em 2015.[22]
- MPE Montagens e Projetos[14] - investigada por superfaturamento no metrô de Salvador, envolvimento no esquema da Petrobras e no cartel do metrô de São Paulo, também foi acusada de fraudar documentos para se livrar de uma penhora de bens ao Tribunal de Contas da União.[23]
- Tomé Engenharia[14] - suspeita de pagamentos de propina que somam 2,25 milhões de reais em contratos  com a Petrobras, repassava o dinheiro através de contratos de fachada firmados entre as empresas do Grupo Tomé e empresas de Adir Assad.[24]
- CR Almeida - alvo das operações O Recebedor e Tabela Periódica[25]
- Construcap - alvo da 31ª fase da Lava Jato[12]
- WTorre - outro alvo da 31ª fase da Lava Jato[26]
- Egesa[14]

## Empresas de fachada
- GFD Investimentos - empresa ligada ao ex-deputado José Janene e ao doleiro Alberto Youssef[27]
- Jamp Engenheiros - empresa ligada à Milton Pascowitch[28]
- JD Consultoria - empresa ligada ao ex-ministro José Dirceu, alvo da Operação Pixuleco[29]
- Labogen - empresa ligada ao doleiro Alberto Youssef[29]

## Empresas de comunicação
- Diário do Grande ABC - alvo da Operação Carbono 14[30][31]
- Organização Arnon de Mello - empresa de propriedade da família do ex-presidente Fernando Collor de Mello, alvo da Operação Politeia[32]

## Outras empresas
- Alstom[33]
- Aratec Engenharia[34]
- Banca della Svizzera Italiana[35]
- Banco Paulista, alvo da Operação Disfarces de Mamom[36]
- Borghi Lowe, alvo da Operação A Origem[37]
- Braskem[38]
- BTG Pactual[39]
- Conspiração Filmes[40]
- Eldorado Brasil - alvo da Operação Sépsis[41]
- Estre Ambiental, alvo da Operação Quinto Ano[42]
- Grande Moinho Cearense[43]
- Grupo Libra, alvo de um dos Desdobramentos da Operação Lava Jato, no Rio de Janeiro[44]
- Grupo Petrópolis, alvo da Operação Rock City[45]
- H.Stern[nota 1][46][47]
- Hypera Pharma[48]
- Jaraguá Equipamentos[49]
- JBS - alvo das operações Sépsis e Patmos
- M. Dias Branco[50]
- Mossack Fonseca[51][52]
- Oi[53]
- Oscar Iskin, alvo da Operação Ressonância[54]
- Rodrimar[55]
- Rolls-Royce[56]
- Sanko Sider[57][58]
- SBM Offshore[59]
- Sete Brasil[60]
- Technip[61]
- Transocean[62]